# Записка об освобождении крестьян
Запи́ска об освобожде́нии крестья́н — получившая широкий резонанс в 1850-е годы работа Константина Дмитриевича Кавелина, посвящённая вопросу освобождения крестьян от крепостной зависимости. Окончательная редакция относится к 1855 г.

## Описание
Кавелин рассматривает отмену крепостного права в политическом, нравственном и экономическом аспектах. В «Записке…» рассмотрены вехи развития крепостнической системы и попытки решения крестьянского вопроса на государственном уровне. Кавелин указывает, что впервые на вопрос об отмене крепостного права обратила внимание Екатерина  II, а отчетливо и ясно он представился уму Александра I.
Кавелин рассматривает в своей «Записке…» все возможные варианты отмены крепостного права. Первый — выкуп со всею землею, принадлежащею к имению, в котором они поселены. Кавелин называет его весьма неудобным и вредным, потому что он привел бы к исчезновению в России частной поземельной собственности и сосуществования разных форм хозяйств, совершенно необходимых для процветания сельской промышленности.
Второй вариант — выкуп определенного количества десятин земли на душу населения. Этот вариант, по Кавелину, вполне применим, но может спровоцировать огромные издержки, злоупотребления и столкновения при назначении количества десятин земли. Поэтому Кавелин выдвигает третий способ освобождения крестьян с землей — выкупить только ту землю, которая находится в действительном владении и пользовании крепостных.
В итоге единственно приемлемым в сложившейся ситуации он назвал этот последний вариант. По нему крестьяне должны были быть освобождены с землей за выкуп крестьянских наделов у помещиков при активном содействии и помощи государства. Он писал, что освобождение крестьян без вознаграждения помещиков стало бы весьма опасным примером нарушения прав собственности.

## Резонанс
«Записка об освобождении крестьян», расходившаяся в рукописных списках, стремительно сделала Кавелину политическое имя; сыграла большую роль и в его личной судьбе, и в подготовке крестьянской реформы 1861 года. Подписанные императором Александром II 19 февраля 1861 года Манифест об отмене крепостного права и Положение о крестьянах, выходящих из крепостной зависимости учитывали основные идеи, которые Кавелин изложил в своей работе.